# Parafia Świętej Rodziny w Białymstoku
Parafia pw. Świętej Rodziny w Białymstoku – parafia rzymskokatolicka należąca do dekanatu Białystok-Białostoczek, archidiecezji białostockiej, metropolii białostockiej.

## Historia parafii
Parafia została utworzona w 1982.

## Miejsca święte
Kościół parafialny
Kościół parafialny pw. Świętej Rodziny wybudowany w latach 1993–2009 według projektu Danuty Łukaszewicz.
Kościoły filialne i kaplice
- Kaplica pw. św. Faustyny Kowalskiej i bł. Michała Sopoćki w Białymstoku
- Kaplica pw. Świętej Rodziny na plebanii w Białymstoku
- Kaplica pw. Matki Bożej Częstochowskiej w Szpitalu MSW w Białymstoku
- Kaplica pw. Jezusa Miłosiernego w Samodzielnym Szpitalu Miejskim im. PCK w Białymstoku